# Mina Oriente
Mina Oriente este o arie protejată (arie specială de conservare — SAC, sit de importanță comunitară — SCI) din Spania întinsă pe o suprafață de 7,51 ha, integral pe uscat.

## Localizare
Centrul sitului Mina Oriente este situat la coordonatele 37°37′21″N 6°40′55″W / 37.6226°N 6.6819°V.

## Înființare
Situl Mina Oriente a fost declarat sit de importanță comunitară în decembrie 2000 pentru a proteja 7 specii de animale. Situl a fost protejat și ca arie specială de conservare în ianuarie 2015.

## Biodiversitate
Situată în ecoregiunea mediteraneană, aria protejată conține 1 habitat natural: Pajiști uscate europene.
La baza desemnării sitului se află mai multe specii protejate de  mamifere (7): liliac cu aripi lungi (Miniopterus schreibersii), liliac cu urechi de șoarece (Myotis blythii), liliac comun (Myotis myotis), liliacul mediteranean cu potcoavă (Rhinolophus euryale), liliacul mare cu potcoavă (Rhinolophus ferrumequinum), liliacul mic cu potcoavă (Rhinolophus hipposideros), liliacul cu potcoavă a lui méhely (Rhinolophus mehelyi).